# Trichaeta parva
Trichaeta parva là một loài bướm đêm thuộc phân họ Arctiinae, họ Erebidae.